# Huhí
Huhi är en ort i Mexiko.   Den ligger i kommunen Huhí och delstaten Yucatán, i den östra delen av landet, 1 100 km öster om huvudstaden Mexico City. Huhi ligger 15 meter över havet och antalet invånare är 4 367.
Terrängen runt Huhi är mycket platt. Runt Huhi är det ganska glesbefolkat, med 30 invånare per kvadratkilometer. Närmaste större samhälle är Homun, 13,0 km väster om Huhi. I omgivningarna runt Huhi växer i huvudsak lövfällande lövskog.